# Dreiland-Radweg
De Drieland-Radweg (Drielandenfietsroute) is een lusvormige langeafstandsfietsroute in Zwitserland, Duitsland en Frankrijk. De route maakt een ronde rond Bazel en gaat deels door de voorsteden. Het traject is bewegwijzerd in twee richtingen en maakt deel uit van het Fietsnetwerk Veloland Schweiz. Het is een regionale route bewegwijzerd met het cijfer 97. 

## Traject
De route start in Liestal. Het eerste deel loopt parallel met de EuroVelo EV5 Via Romea Francigena en met de landelijke route 3: Nord-Süd-Route tot in Ormalingen. Het Zwitserse deel van de route voert met enkele hoogteverschillen door de Tafeljura. Daarna daalt de route naar de Rijn waar bij Rheinfelden de EuroVelo EV6 Atlantische kust naar de Zwarte Zee, de EuroVelo EV15 Rijnroute en de landelijke route 2: Rhein-Route gekruist worden.  
Na passage van de grens met Duitsland gaat de route langs de rand van het Zwarte Woud en volgt vooral de loop van de rivier de Kander. Bij Bad Bellingen bereikt de route opnieuw de Rijn en loopt ze kort parallel met de EV15 en de landelijke Duitse route D8: Rijnfietsroute tot Neuenburg am Rhein. 
Na passage met de grens met Frankrijk kruist de route in Bantzenheim de Franse variant van de EV15 en de Véloroute Rhin. En in Mulhouse kruist de route de EV5 en de EV6. Nu gaat de route richting Jura. De route gaat kort door Zwitserland (Rodersdorf) en komt kort terug in Frankrijk. Daarna steekt ze weer de Zwitserse grens over. In Bättwil kruist de route de landelijke route 7: Jura-Route.
In de buitenwijken van Bazel kruist de route de EV6 en de EV15 en de landelijke route 2. Vanaf hier loopt de EV5 samen met de landelijke route 3 parallel mee naar eindpunt Liestal.

## Aansluitingen met Europese fietsroutes
- Tussen Liestal en Ormalingen loopt de route parallel met de EuroVelo EV5 Via Romea Francigena.
- In Rheinfelden kruist de route de EuroVelo EV6 Atlantische kust naar de Zwarte Zee.
- In Rheinfelden kruist de route de EuroVelo EV15 Rijnroute.
- Tussen Bad Bellingen en Neuenburg am Rhein loopt de route parallel met de Duitse variant van de EuroVelo EV15 Rijnroute.
- In Bantzenheim kruist de route de Franse variant van de EuroVelo EV15 Rijnroute.
- In Mulhouse kruist de route de EuroVelo EV5 Via Romea Francigena.
- In Mulhouse kruist de route de EuroVelo EV6 Atlantische kust naar de Zwarte Zee.
- In Bazel kruist de route de EuroVelo EV6 Atlantische kust naar de Zwarte Zee.
- In Bazel kruist de route de EuroVelo EV15 Rijnroute.
- Tussen Bazel en Liestal loopt de route parallel met de EuroVelo EV5 Via Romea Francigena.

## Aansluitingen met andere fietsroutes
- Tussen Liestal en Ormalingen loopt de route parallel met de landelijke route 3: Nord-Süd-Route.
- In Rheinfelden kruist de route de landelijke route 2: Rhein-Route.
- Tussen Bad Bellingen en Neuenburg am Rhein loopt de route parallel met de Duitse landelijke route D8: Rijnfietsroute.
- In Bantzenheim kruist de route de Véloroute Rhin.
- In Bättwil kruist de route de landelijke route 7: Jura-Route.
- In Bazel kruist de route de landelijke route 2: Rhein-Route.
- Tussen Bazel en Liestal loopt de route parallel met de landelijke route 3: Nord-Süd-Route.
- Onderweg kan op diverse plaatsen worden aangesloten op regionale en lokale routes van Fietsnetwerk Veloland Schweiz.